# Escut d'Oliola
L'escut oficial d'Oliola té el següent blasonament:
Escut caironat: de porpra, una gerra oliera d'or de la boca de la qual ix una olivera de sinople fruitada de sable. Per timbre una corona de baró.

## Història
Va ser aprovat el 27 de desembre de 1991.
La gerra oliera i l'olivera són senyals parlants relatius al nom de la població, que ha estat des de fa segles un gran productor d'oli d'oliva.
La corona de baró damunt l'escut recorda que Oliola fou el centre d'una baronia dins el comtat d'Urgell des del segle xii.